# Genet d'Espagne (cheval)
Pour les articles homonymes, voir Genêt d'Espagne.
Le genet d’Espagne, ou simplement genet (Jinete, en espagnol), est un type de cheval compact et musclé, de tempérament calme, possédant des allures supplémentaires, en particulier l’amble. Prestigieux, il est souvent utilisé comme cheval de selle léger, palefroi ou haquenée au Moyen Âge, époque à laquelle il est très réputé. Par sa diffusion dans toute l’Europe, il est à l’origine de nombreuses races de chevaux, comme le pure race espagnole, le lusitanien et le frison. Importé dans les Amériques par les colons, il donne naissance à la plupart des races américaines connues de nos jours.

## Étymologie et terminologie
Le nom espagnol de ces chevaux, jinete, désigne un cavalier léger qui monte à la jineta, soit avec les jambes repliées. Ce nom fait référence au style de monte avec des étriers plus courts, qu’ils préfèrent pour obtenir un meilleur rassembler. L’origine du mot espagnol pourrait provenir des Zénètes, une tribu Berbère réputée pour sa cavalerie. Le mot espagnol jinete donne « genet » en français, qui lui-même donne jennet, en anglais, se référant tous deux à un type de cheval plutôt qu’à un style de monte. L’American Heritage Dictionary donne une étymologie similaire, citant le mot moyen anglais genet venu de l’ancien français et du catalan ginet, peut-être lui-même d’origine arabe ou berbère. Le CNRTL décrit le genet comme un « petit cheval d’Espagne, bien proportionné et très résistant, issu du croisement d’andalous, de barbes et d’arabes ».
Selon l’Encyclopædia Britannica, édition 1911, jennet se réfère à un petit cheval espagnol. L’édition 2000 de l’American Heritage Dictionary le définit aussi (avec la graphie alternative genet) comme un petit cheval de selle espagnol. Le nom genet décrit un type plutôt qu’une race, et n’est plus employé de nos jours, mais se retrouve très fréquemment dans les documents du Moyen Âge pour désigner une monture. En espagnol, cette signification du terme s’est développée récemment.

## Histoire
D’après Denis Bogros, le genet d’Espagne n’est autre que le « zénète d’Espagne », issu des invasions arabes du VIIIe siècle, qui ont permis aux chevaux Barbe de gagner le sud de l’Europe. En 647, les Arabes ont soumis la Libye et se dirigent vers l’ouest avec 400 chevaux, finissant par rencontrer les tribus des Zénètes et des Sanhajas. Les nomades Zénètes, excellents cavaliers, se convertissent à l’Islam et rejoignent les rangs de l’armée arabe en 709. La cavalerie légère des Arabes est fournie en chevaux locaux et une campagne de conquête de l’Espagne mise en place trois ans plus tard. 8000 cavaliers et chevaux zénètes passent le détroit de Gibraltar. L’Andalousie devient une province du Maghreb sous le nom de Al Andalus. En 712, l’émir Moussa ben Nuçair amène 15 000 chevaux zénètes supplémentaires à Algésiras, ce qui lui permet de conquérir l’Espagne jusqu’aux Pyrénées. La réputation des cavaliers Arabes conquérants se confond peu à peu avec celle de leurs chevaux, et la trace de leur conquête rapide se retrouve dans les langues européennes dans lesquelles le genet d’Espagne est le meilleur cheval de selle, du Moyen Âge à la Renaissance et durant une partie des Temps modernes.
Avec le temps, la Reconquista permet aux Espagnols de récupérer les chevaux laissés sur place par les Arabes, et ces animaux donnent peu à peu naissance au type dit cheval colonial espagnol, qui sera embarqué avec les colons à la conquête du Nouveau Monde. Une milice montée française du XVIIIe siècle se nomme les « génétaires », parce que montée sur des Genets d’Espagne.

### Races modernes descendantes du genet d’Espagne
Le genet d’Espagne médiéval donne naissance à la race moderne du genet espagnol, au Paso Fino et au Paso péruvien, ces trois races étant probablement les plus proches du genet d’Espagne originel. L’Andalou (nommé Pure race espagnole de nos jours) est également un descendant du genet d’Espagne, réputé pour son aptitude au rassembler, tout comme le Minorquin.

## Description

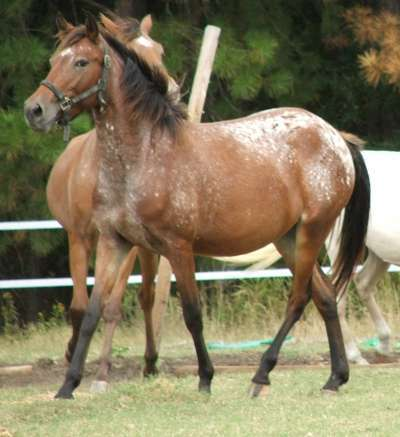
Jument genet d’Espagne moderne.

Ce petit cheval d’origine espagnole est classiquement un ibérique ou un barbe capable de se déplacer à un amble confortable.
Pour Éphrem Houël, jamais cheval ancien ni moderne n'a surpassé le cheval de bataille espagnol, le magnifique genet andalous : taille élevée, encolure majestueuse et rouée, tête large et altière, membre forts et nerveux, allures brillantes, fond inépuisable, il possédait tout à la fois la vitesse et le liant du cheval du Midi, et la force, la douceur et la patience du cheval du nord.